# De fotograaf
De fotograaf is een Franse stripreeks die begonnen is in oktober 2003 met Emmanuel Guibert en Didier Lefèvre als schrijvers en Emmanuel Guibert als tekenaar. Vertrekpunt zijn de foto's die Lefèvre nam in Afghanistan in de jaren 80. Hij was daar op uitnodiging van Artsen zonder grenzen. Deze foto's en de tekeningen van Guibert vormen samen één geheel als striproman / tekenverhaal.

## Albums
Alle albums zijn geschreven door Emmanuel Guibert en Didier Lefèvre, getekend door Emmanuel Guibert en uitgegeven door Dupuis.
1. De fotograaf deel 1
2. De fotograaf deel 2
3. De fotograaf deel 3